# Augsburg Airways
A Augsburg Airways é uma companhia aérea regional com base em Augsburgo, na Alemanha. Faz parte do grupo Lufthansa Regional, e opera voos domésticos e internacionais. O seu hub fica situado no Aeroporto Internacional de Munique.

## História
A Augsburg Airways foi criada em 1980, começando a operar em 1986. Começou os seus primeiros voos comerciais com a designação Interot Airways, de Augsburgo para Dusseldorf. Em 1993, começou a voar para destinos turísticos na Europa, para agências de viagem e, no ano seguinte, iniciou voos para destinos internacionais, para Florença.
Os voos com a Lufthansa tiveram o seu início em 1996. A sua designação muda para Augsburg Airways. A partir de 1 de Junho de 2002, a empresa é reestruturada, e em 2003 passa a fazer parte da Lufthansa Regional. A Augsburg Airways foi adquirida pela Cirrus Airlines e faz parte do Cirrus Group.

## Frota

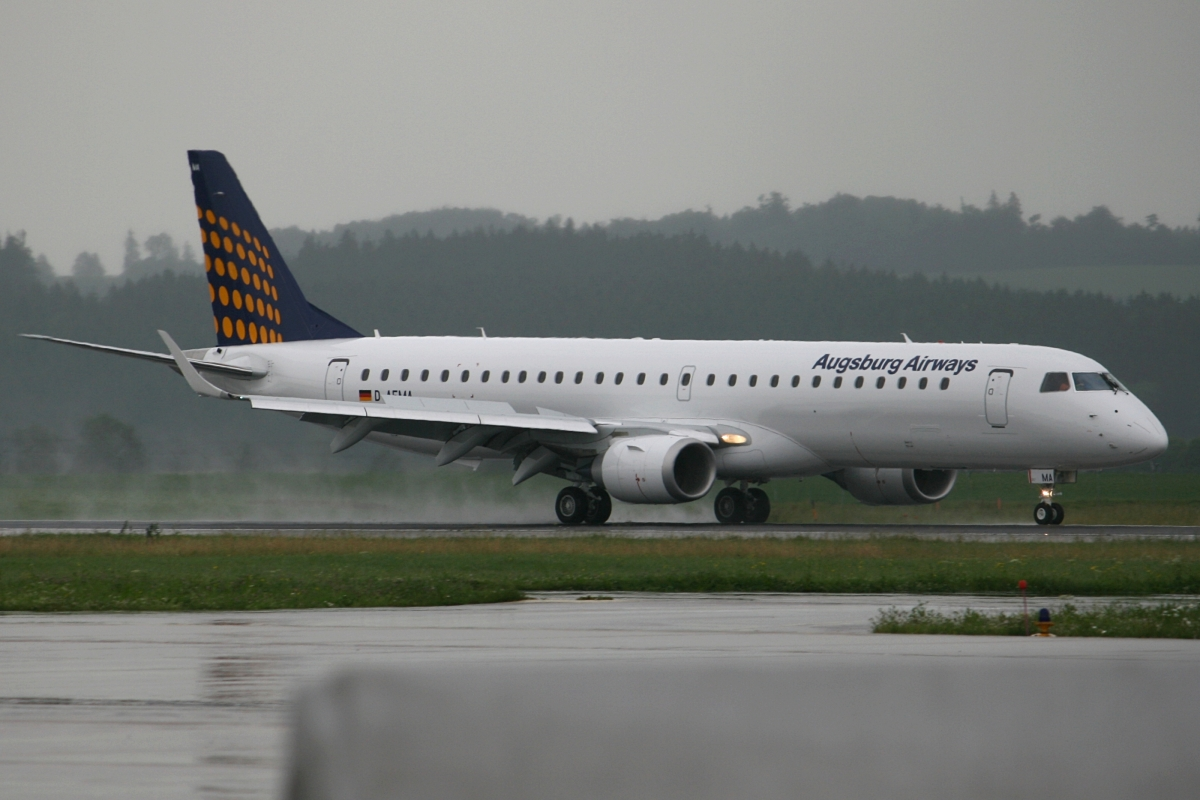
Augsburg Airways Embraer 195

- 3 Bombardier Dash 8 Q300
- 9 Bombardier Dash 8 Q400
- 1 Embraer 195LR